# 忘れないスクールデイズ
『忘れないスクールデイズ』（わすれないスクールデイズ）は、グレートチキンパワーズの2枚目のシングル。

## 解説
卒業ソング。

## 収録曲
全作詞・作曲：GREAT CHICKEN POWERS／編曲：MOONLIGHT CAFÉ
1. 忘れないスクールデイズ
2. SOTSUGYO
3. 忘れないスクールデイズ（オリジナル・カラオケ）